# Lucía Rodríguez Herrero
Lucía Rodríguez Herrero (Madrid, España, 24 de mayo de 1999) es una futbolista española que juega como defensa en la Real Sociedad  de la Primera División de España.

## Trayectoria
Lucía comenzó su carrera en los clubes madrileños de formación Agrupación Deportiva San Pascual Montpellier y Escuela de Fútbol de Vicálvaro antes de unirse al Madrid Club de Fútbol Femenino en 2013. Allí debutó con el primer equipo en la temporada 2014-15, entonces en Segunda División. Disputaron el playoff de ascenso pero fueron eliminadas por el Oiartzun Kirol Elkartea, misma situación producida un año después, esta vez ante la Unión Deportiva Tacuense.
En el verano de 2017 se unió brevemente al Club Deportivo TACON, con el que llegó al playoff de ascenso por tercera vez, y perdiendo nuevamente, esta vez ante las Escuelas de Fútbol de Logroño, antes de retornar a su conjunto anterior, el cual sí logró ascender a la máxima categoría de Primera División. Como habitual en la posición de lateral derecho, ella y su equipo terminaron decimoterceras del campeonato, anotando su primer gol como profesional en la victoria por 4-0 del 18 de noviembre de 2018 ante el E. F. Logroño, como pequeña revancha particular. Sus actuaciones le valieron para fichar por la Real Sociedad, club con el que finalizó en quinta y sexta posición liguera en sus dos temporadas disputadas.
En el verano de 2021 se incorporó al Real Madrid Club de Fútbol, cuya sección femenina había surgido un año antes tras un acuerdo de fusión por absorción del C. D. TACON. En esta campaña, en Primera División, finalizó en el tercer puesto, logrando una nueva clasificación al torneo continental de la Liga de Campeones. Su debut en dicho torneo se produjo el 31 de agosto de 2021, en la fase previa de esta misma temporada ante el Manchester City Football Club —al haberse clasificado el club el año anterior a la llegada de Lucía—. Tras un empate 1-1, y la victoria en el partido de vuelta por 0-1, el club se clasificó por primera vez en su historia a la fase de grupos. Allí debutó el 6 de octubre frente al Zhenskiy Futbol'nyy Klub Khar'kov ucraniano, resuelto con victoria por 0-1. Tras superar la fase como segundas de grupo, fueron eliminadas en cuartos de final por el Fútbol Club Barcelona.
Después de dos años en el Real Madrid, Lucía volvió a buscar minutos fuera del club blanco. Así, pasó un año en el Sevilla FC Femenino, llegando en el mercado de verano de 2023 y permaneciendo allí una temporada.
Después de un buen año a nivel personal y colectivo, la jugadora tuvo la oportunidad de volver a la Real Sociedad, donde mejor nivel había dado. Así, volvió para vivir una segunda etapa.

## Palmarés
Club
•	Campeona de 2ª División con el Madrid CFF.
•	Campeona de 2ª División con el CD Tacón.
•	Campeona de Copa de Euskal Herria Kirola con la Real Sociedad 2019.
•	Campeona de Copa de Euskal Herria Kirola con la Real Sociedad 2020.
Selección nacional
•	Campeona de Europa Sub-17
•	Campeona de Europa Sub-19
• Bronce en la Copa del Mundo Sub-17
•	Plata en la copa del mundo Sub-20
SELECCIÓN TERRITORIAL
•	Campeona de España Sub-16
•	Campeona de España Sub-18